# FC Wacker Múnich
El FC Wacker Múnich (en alemán, Fußball-Club Wacker München e.V.) es un equipo de fútbol de Alemania que juega en la Kreisliga 2.

## Historia
Fue fundado el 7 de mayo de 1903 en la localidad de Sendling en Múnich del estado de Baviera con el nombre FC Isaria München en Laim y después pasó a ser el FC Wittelsbach y más tarde FC München-Laim. En 1908 se fusiona con el equipo de ciclismo Radsportclub Monachia y pasó oficialmente a llamarse Fußball-Abteilung Wacker 1903 des SC Monachia (en inglés: Football Department Wacker 1903 of SC Monachia).
Al iniciar la temporada 1913–14 los futbolistas se fueron para unirse al equipo de gimnasia Turnerschaft 1886 München y pasó a ser el Fußballabteilung Turnerschaft Wacker 1886 München. En 1917 la fusión se disolvió y pasó a ser un equipo independiente conocido como FC Wacker.
El primer jugador considerado como estrella en el equipo fue el portero austriaco Karl Pekarna, que jugó en el Wacker en 1908 y 1909. Fue nombrado "Portero del Año" en 1905 cuando formaba parte del Rangers F.C. de Escocia. En esos años el club fue de primera división en la liga del Sur de Alemania, de la cual salió campeón en 1922. El Wacker llegó dos veces al torneo nacional, llegando a las semifinales en 1922 tras perder 0–4 con el Hamburger SV, y alcanzó las semifianles en 1928, perdiendo esta vez 1–2 con el Hertha Berlin. El éxito del club estuvo de cerca asociado con Alfréd Schaffer, uno de los más grandes jugadores de inicios del siglo XX. Fue el goleador europeo en 1918 y 1919 como miembro del MTK Budapest FC y fue considerado como el primer futbolista profesional del continente. Jugó en el Wacker en 1921 y 1922 antes de ser el entrenador del equipo por más de una década.
Luego de la reorganización del fútbol alemán en 1933 a causa del Tercer Reich, el fútbol alemán fue dividido en 16 ligas regionales de primera división, donde el Wacker formó parte de la Gauliga Bayern y permaneció en ella hasta su descenso en 1938. El Wacker regresaría a la primera división en 1940 y se mantuvo ahí hasta 1945. Sin embargo, los Blue Stars nunca fueron un serio contendiente al título de la liga. Al finalizar la Segunda Guerra Mundial el equipo pasó a jugar en la Landesliga Bayern (II) y ganó el ascenso a la Oberliga Süd en 1947, solo para descender tras una temporada. En 1950 clasifica a la 2nd Oberliga Süd donde permaneció por dos temporadas, regresando a la tercera división en 1953. Hasta 1980 el Wacker fue equipo de tercera división la mayor parte del tiempo, la primera división aficionada de Alemania Federal, haciendo unas cuantas apariciones en la Regionalliga Süd (II) en 1964–65, 1970–71 y 1972–73. Clasificó para jugar en la Regionalliga nuevamente en 1975 pero rechazó el ascenso por problemas financieros. Bajó a la cuarta división Landesliga Bayern en 1980 y en 1995 fue reorganizado por problemas financieros. Se mantuvo en la Landesliga hasta quedar en bancarrota en 2004 luego de una administración fraudulenta en las finanzas del club lo hicieron bajas a las categorías más bajas del fútbol alemán.

## Palmarés
- campeonato de fútbol de Alemania Meridional: 1

1922
- Kreisliga Südbayern: 2 (I)

1921, 1922
- Amateurliga Bayern: 6 (II-III)

1946, 1958 (sur), 1964, 1970, 1972, 1976
- Landesliga Bayern-Süd: 2 (IV)

1982, 1987
- 2nd Amateurliga Oberbayern B: 1 (IV)

1962
- A-Klasse München 4: 2 (X-XI)

2006, 2010
- Kreisklasse München 5: 1

2013

## Jugadores

### Jugadores destacados
| - Heinrich Altvater - Georg Ertl - Wilhelm Falk - Josef Weber - Sigmund Haringer - Karl Pekarna - Alfréd Schaffer - Albert Eschenlohr | - Eugen Kling - Péter Szabó - Ernst Poertgen - Friedrich Müller - Hennes Weisweiler - Hans Bauer - Adolf Kunstwadl - Dietmar Hamann |

## Entrenadores

### Entrenadores destacados
- Edward Hanney
- Alfréd Schaffer
- Karl Mai